# Joël Houssin
Pour les articles homonymes, voir Houssin.
Ne doit pas être confondu avec David Rome.
Œuvres principales
- Le Temps du twist

Joël Houssin, né le 29 août 1953 dans le 10e arrondissement de Paris et mort le 23 mars 2022 à Massy, est un écrivain de science-fiction et de roman policier français. Il est également connu sous le nom de plume de David Rome et, en collaboration avec d'autres écrivains, signe sous les pseudonymes collectifs de Sacha Ali Airelle et Zeb Chillicothe.

## Biographie
Joël Houssin a commencé par écrire des œuvres de science-fiction, ce qui lui a valu le grand prix de l'Imaginaire en 1986 pour Les Vautours, le Prix Apollo en 1990 pour Argentine et le grand prix de l'Imaginaire en 1992 pour Le Temps du twist.
En dehors de la science-fiction, on lui doit notamment la série de romans policiers du Dobermann — le premier titre étant Le Dobermann américain publié en 1981 — que le réalisateur Jan Kounen a porté sur les écrans en 1997.
À partir du début des années 1990, Joël Houssin s'est éloigné des romans au profit des scénarios, principalement pour des séries destinées à la chaîne TF1 comme Les Bœuf-carottes ou Commissaire Moulin. Il a créé pour France 2 la série David Nolande. On lui doit également les scénarios de Ma vie est un enfer et de Dobermann. Il revient en librairie le 27 septembre 2012 avec la publication de Loco (une réécriture de son premier roman, Locomotive rictus, avec une préface de Maurice G. Dantec) aux éditions Ring.

## Œuvres

### Romans
- 1975 : Locomotive rictus, OPTA, coll. « Nebula »
- 1981 : Le Pronostiqueur, Fleuve noir, coll. « Anticipation »
- 1981 : Angel Felina, Fleuve noir, coll. « Anticipation »
- 1982 : Masques de clown[6], Fleuve noir, coll. « Anticipation »
- 1982 : Lilith, Fleuve noir, coll. « Anticipation »
- 1982 : Le Champion des mondes, Fleuve noir, coll. « Anticipation »
- 1982 : Blue, Fleuve noir, coll. « Anticipation » / Adaptation en bande dessinée par Philippe Gauckler sous le même titre chez Les Humanoïdes Associés en 1985[7]
- 1983 : Voyeur[8], Fleuve noir, coll. « Anticipation »
- 1983 : Game Over, Fleuve noir, coll. « Anticipation », réédité dans la Série noire, no 2317, 1993
- 1983 : City, Fleuve noir, coll. « Anticipation » / daptation en bande dessinée par Philippe Gauckler sous le titre Blue II : Phantom chez Les Humanoïdes Associés en 1987
- 1983 : Le Chasseur, Fleuve noir, coll. « Anticipation »
- 1983 : Le Café des sports 1 - Ça commence à bien faire !, Fleuve noir, coll. « Super Police »
- 1983 : Le Café des sports 2 - Envoyez la purée !, Fleuve noir, coll. « Super Police »
- 1985 : Les Vautours, Fleuve noir, coll. « Grands Succès », réédité aux Éditions Flammarion.
- 1985 : L'Écho des suppliciés, Fleuve noir, coll. « Gore »
- 1985 : L'Autoroute du massacre, Fleuve noir, coll. « Gore »
- 1989 : Argentine, Denoël, coll. « Présence du futur » (prix Apollo 1990) (Folio SF, 2016, pour l'édition de poche)
- 1990 : Le Temps du twist, Denoël, coll. « Présence du futur » (Folio SF, 2014, pour l'édition de poche)
- 1990 : Mongol, Denoël, réédité aux Éditions Télémaque
- 2012 : Loco, éditions Ring. (Réécriture de son premier roman Locomotive rictus)[5]
- 2017 : Blue, réédition, Goater éditions, coll "Rechute"

### Le Dobermann
Série « Le Dobermann », Fleuve noir :
- 1981 : Le Dobermann américain, coll. « Spécial police » (no 1617)  (ISBN 2-265-01517-2)
- 1981 : Les Crocs du Dobermann, coll. « Spécial-police » (no 1630)  (ISBN 2-265-01564-4)
- 1981 : Le Dobermann et le Phénix, coll. « Spécial-police » (no 1643)  (ISBN 2-265-01609-8)
- 1981 : La Nuit du Dobermann, coll. « Spécial-police » (no 1660)  (ISBN 2-265-01673-X)
- 1981 : Le Dobermann et les Rastas, coll. « Spécial-police » (no 1671)  (ISBN 2-265-01749-3)
- 1981 : Plus noir qu'un dobermann, coll. « Spécial-police » (no 1684)  (ISBN 2-265-01805-8)
- 1982 : À la santé du Dobermann !, coll. « Spécial-police » (no 1702)  (ISBN 2-265-01849-X)
- 1982 : L'Ombre du Dobermann, coll. « Spécial-police » (no 1711)  (ISBN 2-265-01921-6)
- 1982 : Le Dobermann et le Cobra, coll. « Spécial-police » (o1725)  (ISBN 2-265-01971-2)
- 1982 : Chassez le Dobermann, coll. « Spécial-police » (no 1740)  (ISBN 2-265-02039-7)
- 1982 : Le Dobermann et les Balourds, coll. « Spécial-police » (no 1757)  (ISBN 2-265-02089-3)
- 1983 : Du suif pour le Dobermann, coll. « Spécial-police » (no 1769)  (ISBN 2-265-02151-2)
- 1983 : Faites pas pleurer le Dobermann !, coll. « Spécial-police » (no 1793)  (ISBN 2-265-02227-6)
- 1983 : Dobermann bastringue, coll. « Spécial-police » (no 1826)  (ISBN 2-265-02385-X)
- 1984 : Dix de der  (ISBN 2-265-02598-4)
- 1984 : Bille en tête  (ISBN 2-265-02620-4)
- 1984 : Comme un rat  (ISBN 2-265-02661-1)
- 1984 : Roulez jeunesse !  (ISBN 2-265-02780-4)
- 1984 : Bras de fer  (ISBN 2-265-02883-5)
- 2013 : L'Intégrale - 1, éditions Ring  (ISBN 979-1091447225)
- 2014 : L'Intégrale - 2, éditions Ring  (ISBN 979-1091447218)
- 2014 : L'Intégrale - 3, éditions Ring  (ISBN 979-1091447225)

### Sous le pseudonyme collectif Zeb Chillicothe
En compagnie de Jacques Barberi, Serge Brussolo, Christian Mantey et Pierre Dubois :
- 1985 à 1994 : JAG tomes 1 à 34, aux éditions Plon, Presses de la Cité puis Vaugirard.

### Sous le pseudonyme David Rome
Série « SCUM », Fleuve noir :
- 1986 : La Variole rouge, coll. « SCUM » (no 1)  (ISBN 2-265-03355-3)
- 1986 : Le soleil ne se lève plus sur Tokyo, coll. « SCUM » (no 2)  (ISBN 2-265-03472-X)
- 1987 : Opération Satan, coll. « SCUM » (no 3)  (ISBN 2-265-03568-8)
- 1987 : Pour qui ricanent les hyènes, coll. « SCUM » (no 4)  (ISBN 2-265-03641-2)
- 1987 : Mourir à Palerme, coll. « SCUM » (no 5)  (ISBN 2-265-03708-7)
- 1988 : Dans le ventre de la bête, coll. « SCUM » (no 6)  (ISBN 2-265-03777-X)

### Nouvelles
- 1974 : On n'arrête pas le progrès
- 1974 : Pour qui ricanent les hyènes
- 1975 : L'Éponge
- La Fuite du petit chat rouge dans les limbes du désespoir (1975)
- 1975 : Rock résurrection
- 1975 : Sous les masques
- 1976 : En attendant la marée
- 1976 : Multicolore
- 1977 : Cinq cents milligrammes d'enfer
- 1978 : État de boue
- 1975 : Avez-vous peur du noir ?
- 1975 : Errat-Homme
- 2000 : Jolie petite fille
- 1975 : Super-jam pour un Noël rouge
- Le Culte de l'Huître Bleue

(Sous le pseudonyme collectif Sacha Ali Airelle, en compagnie de Jean-Pierre Hubert, Jean Le Clerc de La Herverie et Christian Vilà) :
- 1975 : Autoroute à péage
- 1975 : Black-Out
- 1975 : Crachez! Ça ira mieux
- 1976 : Relais en forêt
- 1976 : Rien qu'une image

### Scénarios de bande dessinée
- Blue. Dessins de Philippe Gauckler, Les Humanoïdes Associés, juin 1985. (adaptation du roman éponyme[7])
- Phantom. Dessins de Philippe Gauckler, Les Humanoïdes Associés, janvier 1987. (suite de Blue)
- Franck le menteur. Dessins de Philippe Gauckler, ed. Albin Michel, janvier 1989. (récit policier original en noir et blanc)

### Scénarios cinéma
- Ma vie est un enfer (réalisé par Josiane Balasko), avec Josiane Balasko, Daniel Auteuil, Richard Berry, Jean Benguigui.
- Dobermann (réalisé par Jan Kounen), avec Vincent Cassel, Monica Bellucci, Tcheky Karyo et  Romain Duris.

### Scénarios télévision
- Pour venger pépère (Série Noire - TF1), en collaboration avec Gérard Carré. Réalisation : Joël Seria.
- Samouraï (Navarro - TF1), en collaboration avec Jean-Luc Fromental et Daniel Riche. Réalisation : Serge Leroy.
- Comme des frères (Navarro - TF1). Réalisation : Patrick Jamain.
- L'Âme de rasoir (Kleber - TF1). Réalisation : Patrick Jamain.
- La Mémoire vive (Kleber - TF1). Réalisation : Patrick Jamain.
- Haute sécurité (FR3) en collaboration avec Daniel Riche. Réalisation : Jean-Pierre Bastid
- L'Ours vert (Commissaire Moulin - TF1). Réalisation : Yves Rénier
- Le Simulateur (Commissaire Moulin - TF1). Réalisation : Frank Aprédéris
- Larmes blanches (Commissaire Moulin - TF1). Réalisation : Nicolas Ribowski
- Qu'un sang impur (Commissaire Moulin - TF1). Réalisation : Jean-Louis Daniel
- Les Dératiseurs (Rocca - TF1), Réalisation : Bernard Dumont
- Vous vous souvenez de moi ? (Rocca - TF1). Réalisation : Paul Planchon
- Retour de flamme  (Rocca - TF1), en collaboration avec Jacques Barberi. Réalisation : Paul Planchon
- Ça commence à bien faire ! (FR3), en collaboration avec Caroline de Kergariou. Réalisation : Patrick Volson

Série Les Hordes  en collaboration avec Jean-Claude Missiaen, Jean-Luc Fromental et Daniel Riche, d'après le roman éponyme de Jacques Zelde
- 4 épisodes de 90 minutes (La 5). Réalisation : Jean-Claude Missiaen. Avec François Dunoyer, Corinne Touzet, Souad Amidou, Jean-Pierre Kalfon et Féodor Atkine.

Série Les Bœuf-carottes créée et écrite par Joël Houssin :
- Les Enfants d'abord (Les Bœufs carottes - TF1). Réalisation : Denis Amar
- Sonia (Les Bœufs carottes - TF1), en collaboration avec Sylvie Simon. Réalisation : Peter Kassovitz
- La Manière forte (Les Bœufs carottes - TF1), en collaboration avec Éric Kristy. Réalisation : Pierre Lary
- Émotions fortes (Les Bœufs carottes - TF1). Réalisation : Michel Vianey
- Soupçons (Les Bœufs carottes - TF1), en collaboration avec Philippe Isard. Réalisation : Josée Dayan
- La Fée du logis (Les Bœufs carottes - TF1). Réalisation : Christian Faure
- Pour l'amour d'un flic (Les Bœufs carottes - TF1). Réalisation : Christian Faure

Série David Nolande créée et écrite par Joël Houssin :
- Peine perdue (David Nolande - France2). Réalisation : Nicolas Cuche
- L'Horloge du destin (David Nolande - France2). Réalisation : Nicolas Cuche
- La Proie des flammes (David Nolande - France2). Réalisation : Nicolas Cuche
- Crescendo (David Nolande - France2), en collaboration avec Valérie Fadini. Réalisation : Nicolas Cuche
- Chiens méchants (David Nolande - France2), en collaboration avec Valérie Fadini. Réalisation : Nicolas Cuche
- La Carte du diable (David Nolande - France2). Réalisation : Nicolas Cuche

Série Éternelle créée et écrite par Joël Houssin :
- 6 épisodes de 52 minutes (M6). Réalisation : Didier Delaître. Avec Claire Keim, Guillaume Cramoisan, Antoine Duléry, Serge Riaboukine.